# Eois flavata
Eois flavata là một loài bướm đêm trong họ Geometridae.